# Żółw pajęczynowy
Żółw pajęczynowy (Pyxis arachnoides) – gatunek żółwia z rodziny żółwi lądowych (Testudinidae) i podrzędu żółwi skrytoszyjnych.

## Występowanie
Gatunek ten występuje tylko na południowo-zachodnim i południowym Madagaskarze, gdzie zamieszkuje roślinność piaszczystych obszarów przybrzeżnych.

## Wygląd
Żółw pajęczynowy jest jednym z najmniejszych żółwi na świecie. Zwykle osiąga długość 12–15 cm oraz wysokość 9 cm. Karapaks jest podłużny, wygięty oraz rozszerza się ku tyłowi. Barwa skóry jest oliwkowa do lekko żółtawej. Karapaks jest ciemny, oliwkowo-czarny z żółtymi wzorkami ułożonymi w kształt sieci pajęczej, stąd nazwa. Posiada zawias w plastronie.

## Tryb życia
Niewiele wiadomo na temat cyklu życiowego tego zagrożonego żółwia, który żyje prawdopodobnie do około 70 lat. Żywi się młodymi liśćmi, larwami owadów, a nawet odchodami większych zwierząt. Kiedy nadchodzi pora deszczowa, kończy się okres spoczynku i żółwie zaczynają się kojarzyć. Samice składają tylko jedno jajo podczas rozmnażania, a młode wychodzą z jaj po około 220–250 dniach. Jest aktywny głównie o świcie.

## Podgatunki
Wyróżnia się następujące podgatunki:
- Pyxis arachnoides arachnoides Bell, 1827
- Pyxis arachnoides brygooi (Vuillemin & Domergue, 1972)
- Pyxis arachnoides oblonga Gray, 1869

## Status zagrożenia i ochrona
W Czerwonej księdze gatunków zagrożonych Międzynarodowej Unii Ochrony Przyrody gatunek ten został zaliczony do kategorii CR (ang. critically endangered – krytycznie zagrożony). Gatunek jest ujęty w I załączniku konwencji waszyngtońskiej (CITES).
Ich handel jest nielegalny na Madagaskarze, ale są szeroko przemycane w celu zdobycia mięsa, części ciała i wykorzystania żółwia jako zwierzę domowe.